# Siačen
Siačen je ledovec na východě pohoří Karákóram, v Kašmíru. Je dlouhý 70 kilometrů a je tak nejdelším karákóramským ledovcem a také druhým nejdelším ledovcem mimo polární oblasti (po Fedčenkově ledovci). Nejvyšší bod ledovce se nalézá ve výšce 5 753 metrů a nejnižší je ve výšce 3 620 metrů. Včetně všech přítokových ledovců má ledovec Siačen plochu asi 700 km². O území se pře Indie s Pákistánem. V roce 1984 v rámci operace Meghdút získala nad ledovcem kontrolu Indie a administrativně jej začlenila pod svazové teritorium Ladak.
Hned severně od Siačenu se nalézá velké rozvodí na hranici mezi Eurasijskou deskou a Indickým subkontinentem. Tající voda ze Siačenu se přes řeky Nubra a Šajók dostává do Indu a dále do Indického oceánu.